# Ryōichi Tanaka
Pour les articles homonymes, voir Tanaka.
Ryōichi Tanaka (田中 亮一, Tanaka Ryōichi), né le 26 janvier 1947 à Suginami, est un seiyū. 

## Biographie
Son jeune frère était le seiyū Kazumi Tanaka. Il travaille pour Aoni Production.

## Rôles

### Série télévisée
- Dragon Ball Super : Vieux Kaio Shin
- Dragon Ball Z Kai : Vieux Kaio Shin
- Saint Seiya : Masque de Mort du Cancer
- Saint Seiya: Soul of Gold : Masque de Mort du Cancer

### Film d'animation
- Dragon Ball : Le Château du démon : Démon